# طرح سرفصلی بمب‌گذاری در نیویورک
طرح سرفصلی بمب‌گذاری در نیویورک (انگلیسی: New York City landmark bomb plot) یک طرح ادامه دار و برنامه‌ریزی شده برای بمب‌گذاری مرکز تجارت جهانی در فوریه ۱۹۹۳ بود که به منظور تلفات جمعی در خاک ایالات متحده آمریکا به وسیله حمله به اهداف شناخته شده برجسته در سراسر نیویورک طراحی شده بود. اگر این حمله به شکل موفقیت‌آمیزی صورت می‌گرفت، احتمالاً باعث مرگ هزاران نفر می‌شد. این توطئه قبل از اجرای آن در سال ۱۹۹۳ خنثی شد.

## مهاجمین
این طرح توسط شیخ عمر عبد الرحمن، روحانی نابینای رادیکال مسلمان در شهر نیویورک، مورد حمایت قرار گرفته و قرار بود که توسط برخی از پیروانش انجام شود. رحمان رهبر معنوی «جامعه اسلامیه»، یک گروه مصری اسلامی رادیکال که با القاعده ارتباط داشت، بود.یکی از پیروان رحمان، السید ناصر، در سال ۱۹۹۰، مئیر کاهان یک خاخام ارتدکس یهودی- آمریکایی را ترور کرده بود و با بمب‌گذاری مرکز تجارت جهانی سال ۱۹۹۳ مرتبط بود.

## اهداف
شش هدفی که قرار بود مورد حمله واقع شود، مقر سازمان ملل متحد، تونل لینکلن، تونل هلند، پل جرج واشینگتن، هتل سنت رجیس، هتل سازمان ملل متحد و ساختمان فدرال یعنی همان دفتر مرکزی اف‌بی‌آی در نیویورک در خیابان جاکوب ک. جاویس بود.
همچنین گمانه زنی‌هایی در مورد بمبگذاری مراکز یهودیان در شهرو نیز قتل سناتور آمریکایی ال داماتو و حسنی مبارک، رئیس جمهور مصر، نیز مطرح بوده‌است.
حمله به هتل‌ها خسارت آفرین می‌بود چرا که این هتل‌ها میزبان مهمان‌های معتبر مانند سفیر ایالات متحده در سازمان ملل و وزیر امور خارجه ایالات متحده بودند که در جلسات سازمان ملل مستقر می‌شدند. این هتل‌ها نیز به میزبانی از چندین رهبر برجسته تجاری مشهور بودند. حمله به این مکان‌ها هرج و مرج را در امورات مالی و دیپلماتیک نیویورک ایجاد می‌کرد.
حمله‌های برنامه‌ریزی شده به تونل هلند و پل جرج واشینگتن هرج و مرج را در حمل و نقل و ورودی - خروجی‌های منهتن در نیویورک ایجاد می‌کرد. در صورت موفقیت‌آمیز بودن این حملات، پلیس، غیرنظامیان و سایر نهادهای ذی‌ربط دچار مشکلات بزرگی در ورود و خروج از شهر می‌شدند.
مهاجمان همچنین دربارهٔ حملات به ناحیه الماس که منطقه‌ای است که جمعیت زیادی از بازرگانان یهودی را در خود جای داده، بحث کرده بودند. حمله به این مرکز به مثابه «حمله به اسرائیل» قلمداد شده بود. حملات مشابهی در نوامبر ۲۰۰۸ در بمبئی انجام شده بود.

## برنامه‌ریزی
تروریست‌ها گمان می‌کردند که حسنی مبارک رئیس جمهور مصر در یکی از هتل‌ها حضور دارد و قرار بر این بود که مهاجمان به هتل‌ها نفوذ کرده و با استفاده از پوشیدن لباس مبدل به عنوان کارکنان هتل به رئیس جمهور مصر نزدیک شوند. حملات دیگر در سایر نقاط شهر به عنوان حواس پرتی و برای ایجاد هرج و مرج در سراسر شهر برنامه‌ریزی شده بود. بمب‌ها قرار بود که برای تخریب پل‌ها استفاده شوند در حالی که تروریست‌های دیگر با اسلحه قرار بود که به هتل‌ها حمله کنند.حتی اگر رئیس جمهور آنجا نمی‌بود، این حملات در سراسر شهر باعث مرگ شمار زیادی از مردم می‌شد.

## مراقبت اف‌بی‌آی
اف‌بی‌آی در طول سالهای ۱۹۹۲–۱۹۹۳ از نزدیک به این طرح نظارت داشت.
عماد سالم به عنوان یک ابزار اطلاعاتی در طول تمام تحقیقات و یک سال قبل از آن مورد استفاده قرار گرفت. عماد سالم در دوران جوانی با مردی آشنا شده بود که مورد شکنجه قرار گرفته بود و به همین خاطر سالم بدنبال انتقام از اسلام رادیکال بود. مأمورین اف‌بی‌آی ابتدا از او برای پیدا کردن فروش غیرقانونی سلاح و گرین کارت از روس‌ها استفاده کردند و سپس وی موافقت کرد که در طول این طرح به اف‌بی‌آی کمک کنند. از سالم برای دریافت اطلاعات تروریست‌ها و اطلاعات مربوط به جزئیات برنامه استفاده شد. او اثبات کرد که برای خنثی کردن این طرح بسیار بانفوذ و مؤثر بوده‌است.
سالم به جاسوسی برای اف‌بی‌آی موافقت کرد مشروط به اینکه هویت او هرگز فاش نشود. اف‌بی‌آی اصرار داشت که وی از دستگاه ضبط صدا استفاده کند تا بتواند در دادگاه‌های بعدی شهادت دهد اما وی با این کار موافقت نکرد. سپس اف‌بی‌آی او را به عنوان «ابزار اطلاعات» مورد استفاده قرار داد.
اف‌بی‌آی نظارت بر تروریست‌ها را از طریق مراقبت‌های تصویری پنهان در خانه امن تروریست‌ها که در آن مشغول ساختن بمب بودند، انجام می‌داد. در ترکیب نظارت تصویری و استفاده از یک مرد نفوذی طرح خنثی‌سازی این توطئه میسر گردید.

## تعقیب قانونی و وقایع بعد از آن
عماد سالم در این گروه نفوذ کرد و اطلاعاتی را جمع‌آوری نمود که منجر به دستگیری عاملین گردید. توطئه گران در ۲۴ ژوئن ۱۹۹۳ دستگیر شدند. در ۱ اکتبر ۱۹۹۵، رحمان و نه نفر دیگر توسط یک هیئت منصفه نیویورک در ۴۸ مورد از ۵۰ اتهام از جمله توطئه مخرب، تحریک به ارتکاب قتل مبارک، توطئه برای قتل مبارک، تحریک برای حمله به تأسیسات نظامی آمریکا و توطئه برای انجام بمب‌گذاری‌ها، محکوم شدند. به گفته آندرو مک کارتی، دادستان ارشد، در دادگاه نشان داده شد که کشور سودان با رحمان و دیگر توطئه گران ارتباطات نزدیک داشته‌است. دیپلمات‌های سودان به حمله برنامه‌ریزی شده به مقر سازمان ملل کمک کردند. شیخ عمر عبدالرحمان و نه نفر دیگر از ۲۵ سال زندان تا حبس ابد محکوم شدند.
برای تحقیقات حول این طرح اف‌بی‌آی ۲ سال تمام وقت گذاشت و این امر نشان داد که رویکردی آهسته در تحقیقات تروریستی مفید بوده‌است. جیمز کالستروم، یکی از افسران سابق اف‌بی‌آی، گفت: «شما قطعاً می‌خواهید همه چیز را انجام دهید تا بتوانید وسعت و گستره توطئه را به‌طور کامل شناسایی کنید. بدیهی است، کارآمدترین و مؤثرترین راه برای انجام این کار این است که آن را تا آخرین مرحله انجام دهید.»این سبک کار در موارد بسیاری از طرح‌های تروریستی مورد توجه قرار گرفت. عموم مردم از این استراتژی انتقاد کرده‌اند با اینحال اف‌بی‌آی هنوز به چنین رویکرد آهسته و گام به گامی در طرح‌های تروریستی گرایش دارد.
عماد سالم سرانجام علیه رحمان و سایر تروریست‌ها شهادت داد، با وجود اینکه گفته بود که نمی‌خواهد این کار را انجام دهد. پس از محاکمه، سالم مبلغ زیادی پول دریافت کرد و نامش در لیست برنامه حفاظت از شاهدین قرار گرفت.